# パナギュリシテ
座標: 北緯42度30分 東経24度11分 / 北緯42.500度 東経24.183度

パナギュリシテ
Панагюрище

パナギュリシテ ブルガリア内のパナギュリシテの位置

パナギュリシテ（ブルガリア語: Панагю̀рище / Panagyurishte）、あるいはパナギュリシュテはブルガリア南西部の町、およびそれを中心とした基礎自治体。パザルジク州に属する。ブルガリアの首都ソフィアからは西に91キロメートル、パザルジクからは北に43キロメートル、ズラティツァからは南に37キロメートルである。2008年の時点で、パナギュリシテの町の人口は18494、自治体全域の人口は26256人、市長はブルガリア社会党のゲオルギ・ゲルギネコフ（Георги Гергинеков / Georgi Gerginekov）である。町の名前は、ギリシャ語で祭りを意味する「πανηγύρι / panēgýri / パニギリ」に由来している。

## 歴史
中世に、現在のパナギュリシテの町の辺りに集落が築かれていた。ブルガリア＝オスマン戦争の中でこの地域の住民は殺害されるか別の場所へ脱出した。
オスマン帝国が、ヴェリコ・タルノヴォへの道を守っていたスリヴェン近くの村アセネフツィ（Асеневци / Asenevtsi）を制圧したとき、その住民はパナギュリシテに移住した。また、15世紀にアルバニアやブルガリア西部のデバル（Debar）、プリレプ（Prilep）、コストゥル（Kostur）などでの蜂起の後、難民となった人々が流入した。今日でも、この町の人々の話す言葉には東西ブルガリア語方言の双方の特徴がみられる。
パナギュリシテは、1876年のオスマン帝国に対する4月蜂起の中心地として知られている。パナギュリシテは反乱の拠点として第4革命地区の中心地となった。反乱者たちが自由を宣言してから10日後、反乱に対する苛酷な鎮圧が加えられ、オスマン帝国の軍や不正規兵バシ・ボズクによって町は焼き払われ、ほぼ完全に破壊された。

## 観光

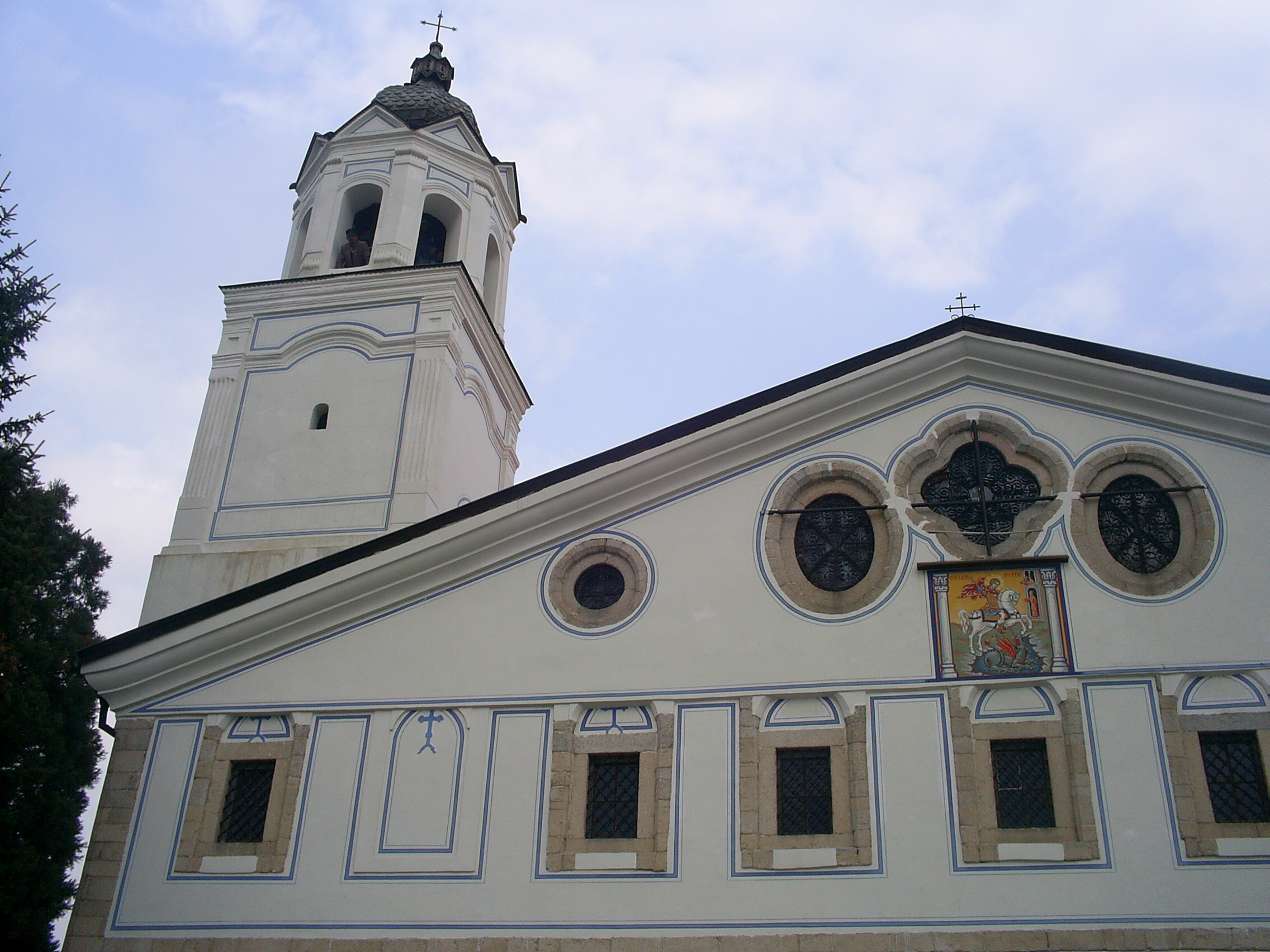
聖ゲオルギ聖堂

パナギュリシテは、近接するコプリフシティツァの観光の影に隠れてしまっている。コプリフシティツァにははるかに大規模な民族復興期の家屋が保存されている。コプリフシティツァ同様に、パナギュリシテにもスレドナ・ゴラ山脈（Sredna Gora）の美しい景観があり、またパナギュリシテは1876年の4月蜂起に関連した町である。パナギュリシテにはまた1949年に発見された「パナギュリシテの黄金」と呼ばれる宝物もある。バニャ（Баня / Banya）近くには温泉もあり、パナギュルスキ・コロニイ（Панагюрски колонии / Panagyurski kolonii）は山岳リゾート地として保養施設がある。

## 経済
第二次世界大戦の後、パナギュリシテは工業地帯へと転換された。アサレル・メデト（Асарел Медет / Asarel Medet）の銅精錬と加工の工場は2500人を雇用し、自治体では圧倒的規模で最大の雇用主であり、バルカン半島全域での同種のものとしては最大規模である。Opticoelectronは740人を雇用するレンズ工場である。340人を雇用する同業のOptixも操業を始めた。800を雇う繊維工場RytonとBultexもある。また、190人を雇用するプラスチック工場Bunaiもある。

## みどころ
町には2つの大きな正教会の聖堂、聖ゲオルギ聖堂および聖生神女聖堂がある。聖ゲオルギ聖堂は対称をなす2つの鐘楼がある。また、町には歴史博物館と自然史博物館がある。町は1876年にオスマン帝国によって破壊されたものの、古い建物の一部はその後再建された。その中には、ライナ・クニャギナ（Райна Княгиня / Rayna Knyaginya）邸や、マリン・ドリノフ（Марин Дринов / Marin Drinov）邸があり、博物館として後悔されている。4月蜂起の犠牲者に捧げられた巨大なモニュメントは、町中のいたるところから見ることができる。モニュメントは中央広場の近くの丘の上に築かれ、その中心の像は花崗岩で覆われている。モニュメントの場所は町の中央と階段で結ばれている。町には2つの劇場がある。町の北東部には人工の池と運動場、オルチョ・ヴォイヴォダ競技場を有する公園がある。
町の周囲にも複数のみどころが散在している。パナギュルスキ・コロニイ・リゾート村は、町から北に15キロメートルのところにある。この場所は地元の人々に良く知られており、多くの市民がここに夏季の別荘を持っている。ここにはスキー場と、多様なベリー類やきのこの生息する濃密な森がある。西に6キロメートルのところにはオボリシテ村（Оборище / Oborishte）があり、各地から集まった代表者たちがこの地で4月蜂起の計画について議論し、決定を下した。今日、ここにある記念碑は観光スポットとなっている。

## 教育と保健

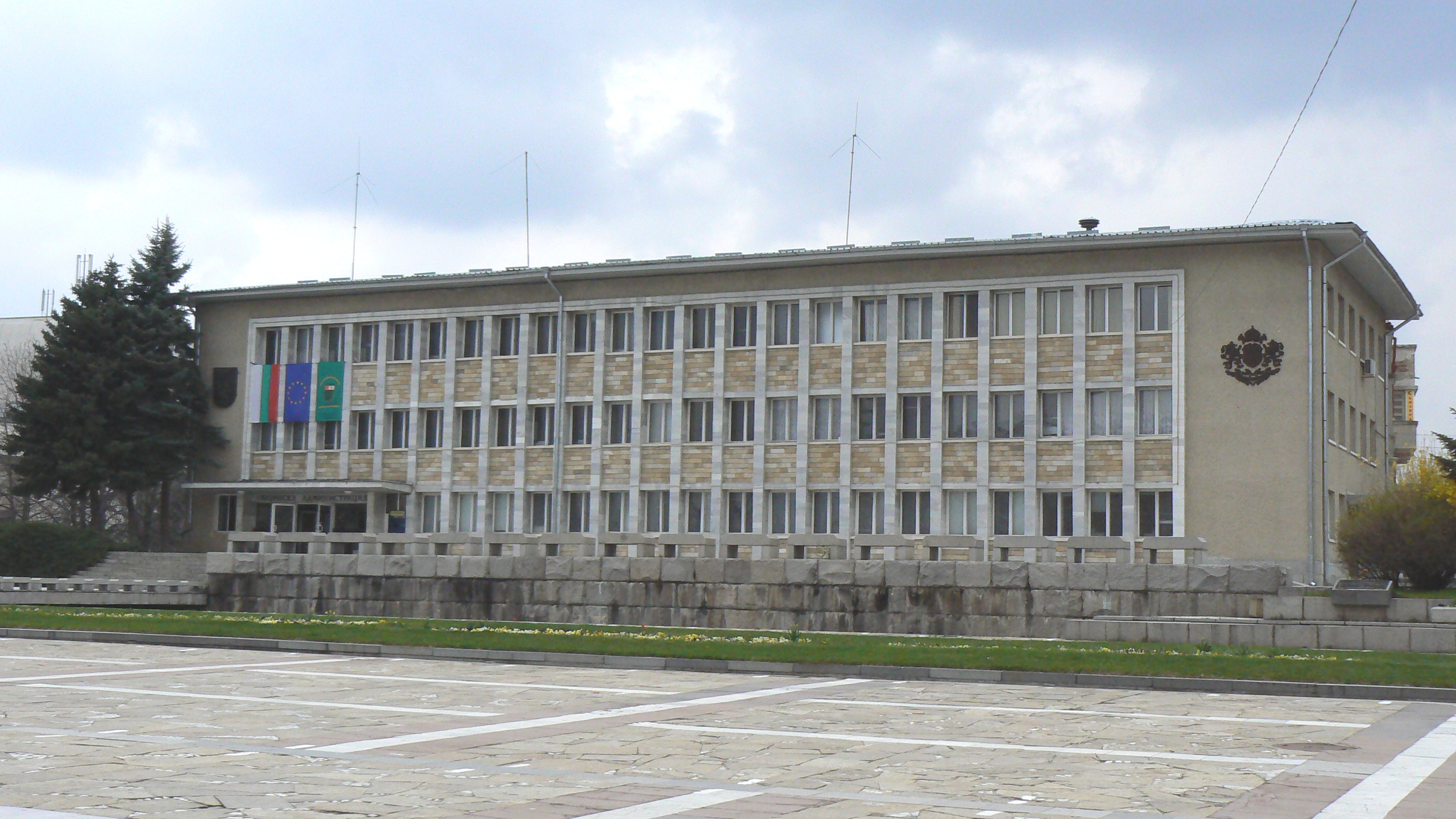
パナギュリシテ市役所

最大規模の小学校はマリン・ドリノフ小学校で、このほかには4月20日小学校、聖キリル・メトディウス小学校などがある。最大の中学校はネショ・ボンチェフ中学校である。このほかに光学技術学校、鉱山技術学校などがある。
最大の病院は町の南のはずれ、ルダ・ヤナ川（Луда Яна / Luda Yana）の西岸にある。また、町の中心には大きな総合病院があるほか、複数の開業医や歯科医がある。

## 町村
パナギュリシテ基礎自治体（Община Панагюрище）には、その中心であるパナギュリシテをはじめ、以下の町村（集落）が存在している。
- Баня
- Бъта
- Елшица
- Левски
- Оборище

- Панагюрище
- Панагюрски колонии
- Поибрене
- Попинци
- Сребриново

## 交通
町からは、北（パナギュルスキ・コロニイ）、南（ポピンツィ）、西（オボリシテ）、東（ストレルチャ）へと道路が延びている。ポピンツィ、そしてパザルジクへと続く道路は改良・伸張された。唯一の鉄道はストレルチャやプロヴディフへつながっている。パナギュリシテからはバスでソフィア、プロヴディフ、パザルジクや、周辺の村々と結ばれている。

## パナギュリシテの宝物

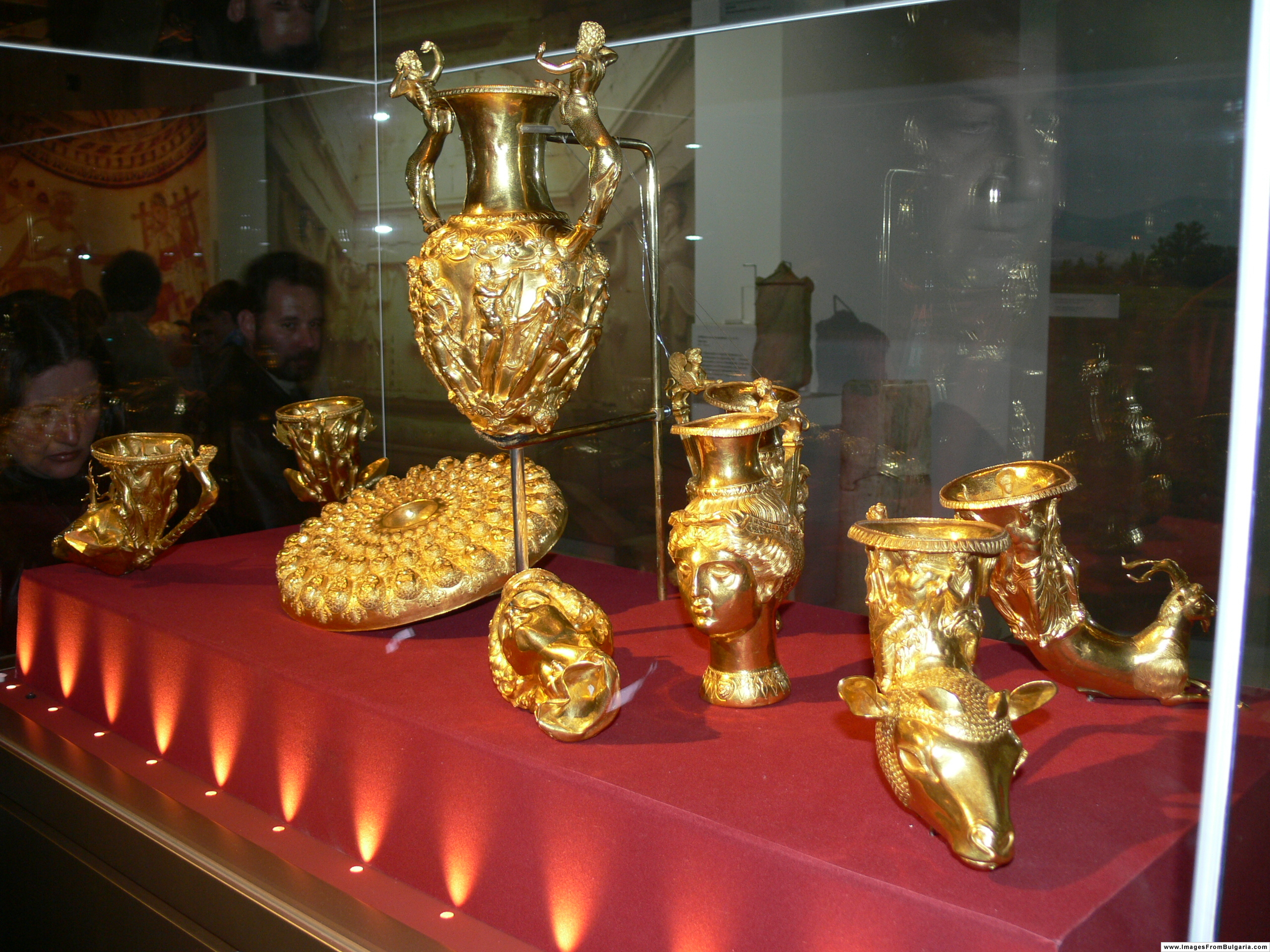
パナギュリシテの宝物

1949年12月8日の霜の降る朝、パヴェル、ペトコ、ミハイルのデイコフ兄弟は、パナギュリシテの近くのメルル（Merul）・タイル工場で働いていた。午前10時ごろ、新しい粘土層を掘削しているときに、彼らは珍しい物品を見つけた。信じがたいような壮麗な容器が、この労働者たちの前に輝きを見せた。完全に掘り出されたとき、そこには1つの薬ビン、8つのリュトン（Rhyton）、1つのアンフォラ様の器、女性か動物の頭のような物品などがあった。発掘品は紀元前4世紀から3世紀にかけてのもので、その純金6.146キログラムという重量とともに、原型がよく保存されていることからも、大きな衝撃となった。現在、これらはトラキア人の宝物として世界的な知名度があり、国立歴史博物館で最も価値のある所蔵品のひとつとなっている。

## パナギュリシテにちなむもの
南極大陸、サウス・シェトランド諸島のグリニッジ島にあるパナギュリシテ・ヌナタクは、この町にちなんで名づけられた。